# Akt bezpodmínečné kapitulace nacistického Německa

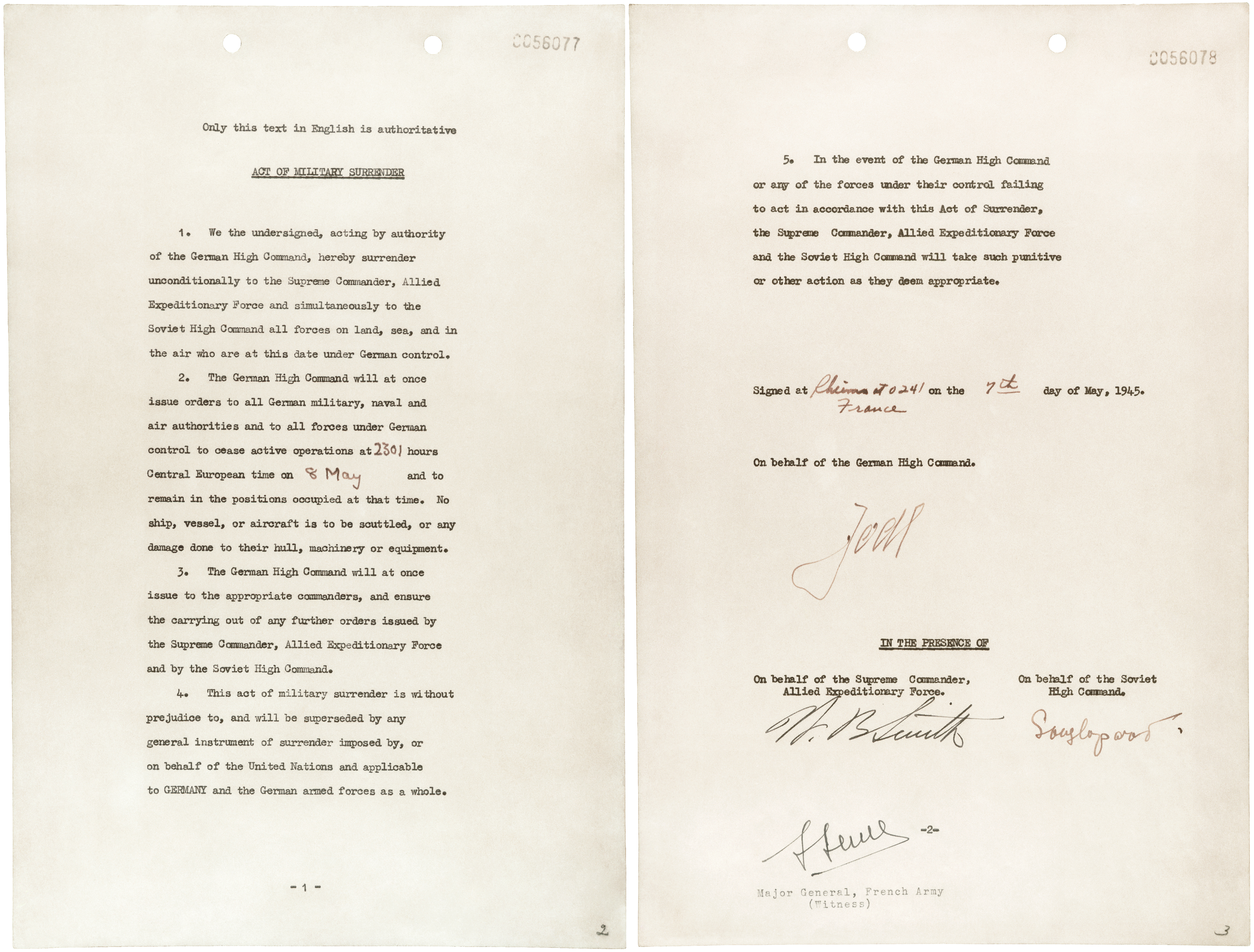
Akt kapitulace podepsaný v Remeši 7. května 1945

Akt bezpodmínečné kapitulace nacistického Německa byl právní dokument, podle kterého proběhla bezpodmínečná kapitulace ozbrojených sil nacistického Německa spojeneckým mocnostem, čímž skončila druhá světová válka v Evropě. První akt kapitulace byl podepsán 7. května 1945 v Remeši. Na požadavek Sovětského svazu byla kapitulace opakována 8. května 1945 v Berlíně.
Ceremonie německé kapitulace se tedy dne 8. května konala před představiteli SSSR, USA a Velké Británie a také Francie v Berlíně v bývalém důstojnickém kasinu v Karlshorstu.
Kapitulaci ze 7. května podepsali německý generálplukovník Alfred Jodl, americký generálporučík Walter Bedell Smith, sovětský generálmajor Ivan Susloparov a francouzský sborový generál François Sevez. 
Z 8. května to byli představitelé - za Německo polní maršál Wilhelm Keitel, generál admirál Hans-Georg von Friedeburg a generálplukovník Hans-Jürgen Stumpff, za Spojence maršál Sovětského svazu Georgij Konstantinovič Žukov, americký generál Carl Spaatz, britský vrchní letecký maršál Arthur Tedder a francouzský armádní generál Jean de Lattre de Tassigny.
Vinou různých průtahů (mimo jiné zejména vynucení si delegáta Francie, aby na dokumentu byl také francouzský podpis)[zdroj⁠?!] se ceremonie protáhla do pozdních hodin, kdy byl akt kapitulace konečně podepsán. Tato skutečnost je příčinou nejasností kolem data oslav konce války. Zatímco ve Spojených státech amerických a ve většině Evropy ve chvíli podpisu německé kapitulace v Berlíně byl ještě 8. květen, v Moskvě v té době už byl 9. květen (chvíli po půlnoci vzhledem k časovému pásmu).
V zemích východního bloku se Den vítězství slavil 9. května, i když ve střední Evropě a na Balkánu se podepsání německé kapitulace odehrálo ještě 8. května. Po roce 1989 se oslavy ukončení druhé světové války začaly ve střední Evropě slavit shodně s lokálním časovým pásmem 8. května.